# David Graeber
David Rolfe Graeber (Ciutat de Nova York, 12 de febrer de 1961 - Venècia, 2 de setembre de 2020) fou un antropòleg i activista anarquista estatunidenc, considerat per alguns líder del moviment Occupy Wall Street. Va treballar com a professor universitari d'antropologia, fou membre de l'organització sindical Treballadors Industrials del Món i el seu activisme polític i social incloïa el seu rol a les protestes contra el Fòrum Econòmic Mundial a Nova York l'any 2002. Declarat anarquista, per a ell aquest moviment de caràcter més ètic i pràctic, de poblacions i organitzacions, que d'ismes nominals (els "Grans Homes"; amb nom i cognom) individuals sobre estratègia teòrica, té més sentit ser estudiada des de l'etnografia i l'antropologia.
Entre la seva bibliografia es pot destacar Fragments of an Anarchist Anthropology, Towards an Anthropological Theory of Value: The False Coin of Our Own Dreams i Debt: the First Five Thousand Years, entre d'altres. Tot i que ell afirmava que va ser una creació col·lectiva, el novembre de 2011 la revista estatunidenca Rolling Stone li va atribuir l'autoria del lema "Som el 99%".

## Biografia

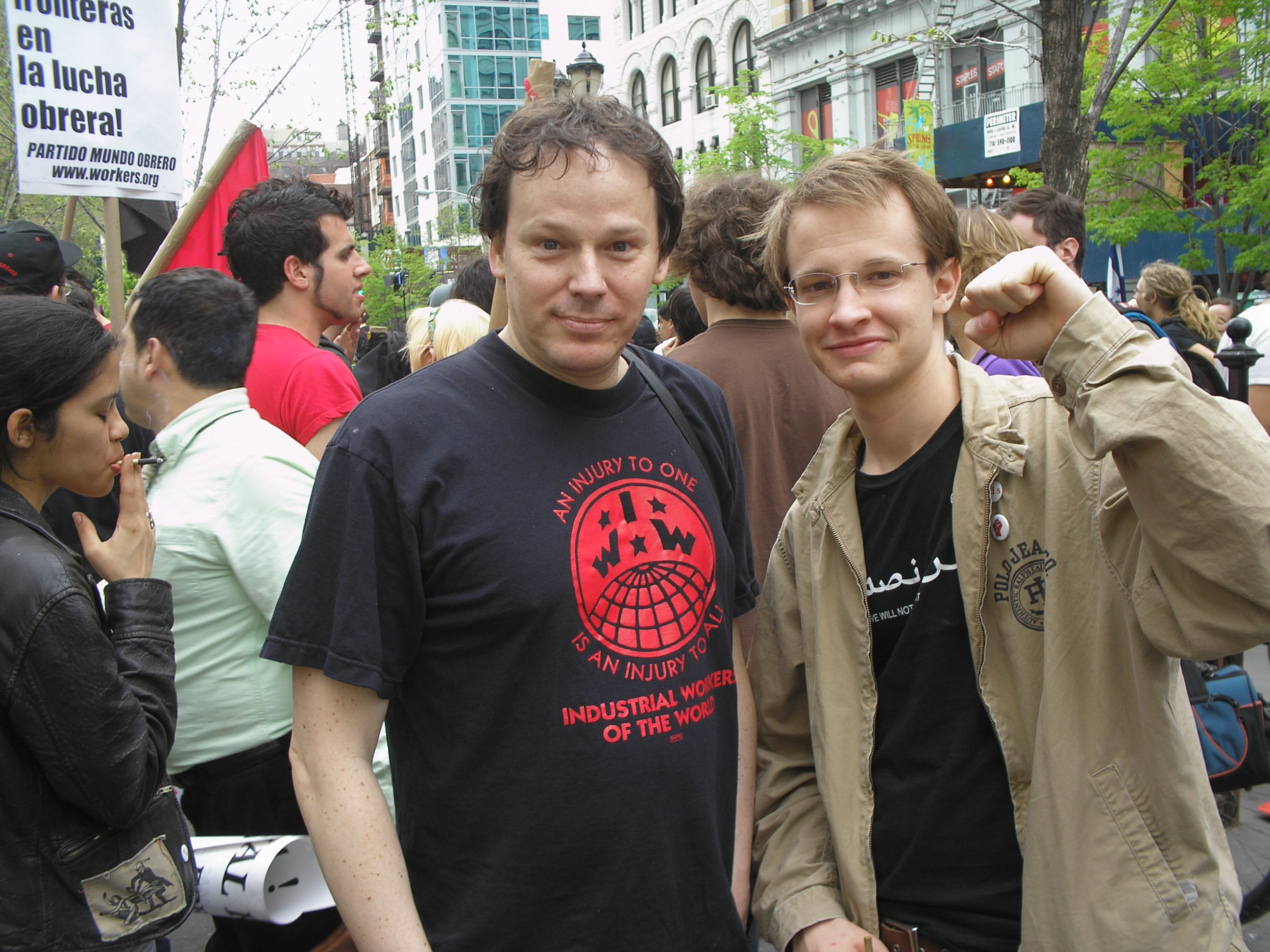
David Graeber en una manifestació, portant una samarreta del sindicat Treballadors Industrials del Món

De família de classe obrera intel·lectual i radical (la seva mare, Ruth Rubenstein, va ser treballadora tèxtil i sindicalista, i el seu pare, Kenneth, va lluitar en les Brigades Internacionals en la Guerra Civil Espanyola, participant així en la Revolució popular iniciada el juliol del 1936 a Barcelona i acabada en els Fets de Maig del 37), ja va declarar-se anarquista als 16 anys. Per a ell, l'anarquisme, és un moviment de poblacions i organitzacions, de caràcter més ètic i pràctic que d'ismes nominals individuals sobre estratègica teòrica (els "Grans Homes" amb nom i cognom, com gran part dels pensadors teòrics del marxisme), el qual estudia i desenvolupa des de l'etnografia i l'antropologia.
El 1978 va graduar-se a la Phillips Academy a Andover, Massachusetts. El 1984 va finalitzar els seus estudis universitaris d'antropologia a la Universitat Estatal de Nova York. Finalment, va fer un Màster i un Doctorat a la Universitat de Chicago, on l'any 1989 va aconseguir una beca per realitzar 20 mesos de treball de camp etnogràfic a Betafo, Madagascar. A partir d'aquesta estada a Madagascar, la qual influencià molt en la seva vida i pensament, va poder realitzar la seva tesi doctoral: "La desastrosa ordalia de 1987: Memòria i Violència en el Madagascar rural", supervisada per Marshall Sahlins, on estudia les diferents ètnies malgaixes (merina, sakalava, tsimihety, vezo, etc) en el Madagascar precolonial, colonial i postcolonial, les seves divisions socials i els seus universos imaginaris.
A partir de 1998 va exercir com a professor de teories del valor i de teoria social a la Universitat Yale.
A la vegada, durant tota la seva vida va compaginar el seu treball acadèmic amb l'activisme social. Va participar i lluitar en moviments assemblearis anticapitalistes, antiglobalització i no-violents, posant sempre èmfasi en el consens col·lectiu no-passiu i en la lluita no-institucional. També cal destacar la seva militància en el sindicat revolucionari Treballadors Industrials del Món, on també hi militen altres autors llibertaris com Noam Chomsky.
El 2001 va participar en les protestes contra la 3a Cimera de les Amèriques a la ciutat de Quebec i contra el Fòrum Econòmic Mundial el 2002 a la ciutat de Nova York.
Al maig de 2005, el departament d'antropologia de Yale no va renovar el seu contracte com a professor de la universitat. Els companys i alumnes de Graeber van denunciar el caràcter polític del seu acomiadament, ja que anteriorment Graeber va donar suport a una organització estudiantil de Yale davant la universitat.
Tot i així, després d'un any sabàtic, Graeber va ser convidat el maig de 2006 per presentar la Conferència Malinowski a la London School of Economics. En aquestes Conferències només es convida a persones que es considera que han fet una aportació significant a l'antropologia. Graeber va fer una intervenció titulada: "Més enllà del poder/coneixement: una exploració de la relació de poder, la ignorància i l'estupidesa", on va revisar i qüestionar la teoria de Michel Foucault sobre la relació entre el poder i el coneixement, mostrant formes on el poder es manté i es reafirma en la ignorància i l'estupidesa.
A partir d'aquesta conferència, Greaber va ser contractat el 15 de juny de 2007 com a professor d'antropologia social i econòmica per la Goldsmith's College de la Universitat de Londres. I el 2013 va rebre la càtedra com a professor d'antropologia a la London School of Economics.
El seu paper més destacat com a activista, d'ençà el començament de la crisi del 2008, fou el d'impulsor i membre actiu del moviment Occupy Wall Street, nascut el 17 de setembre de 2011 en l'onada del Moviment 15-O.
Va morir el 2 de setembre de 2020 a Venècia, a l'edat de 59 anys.

## Obres

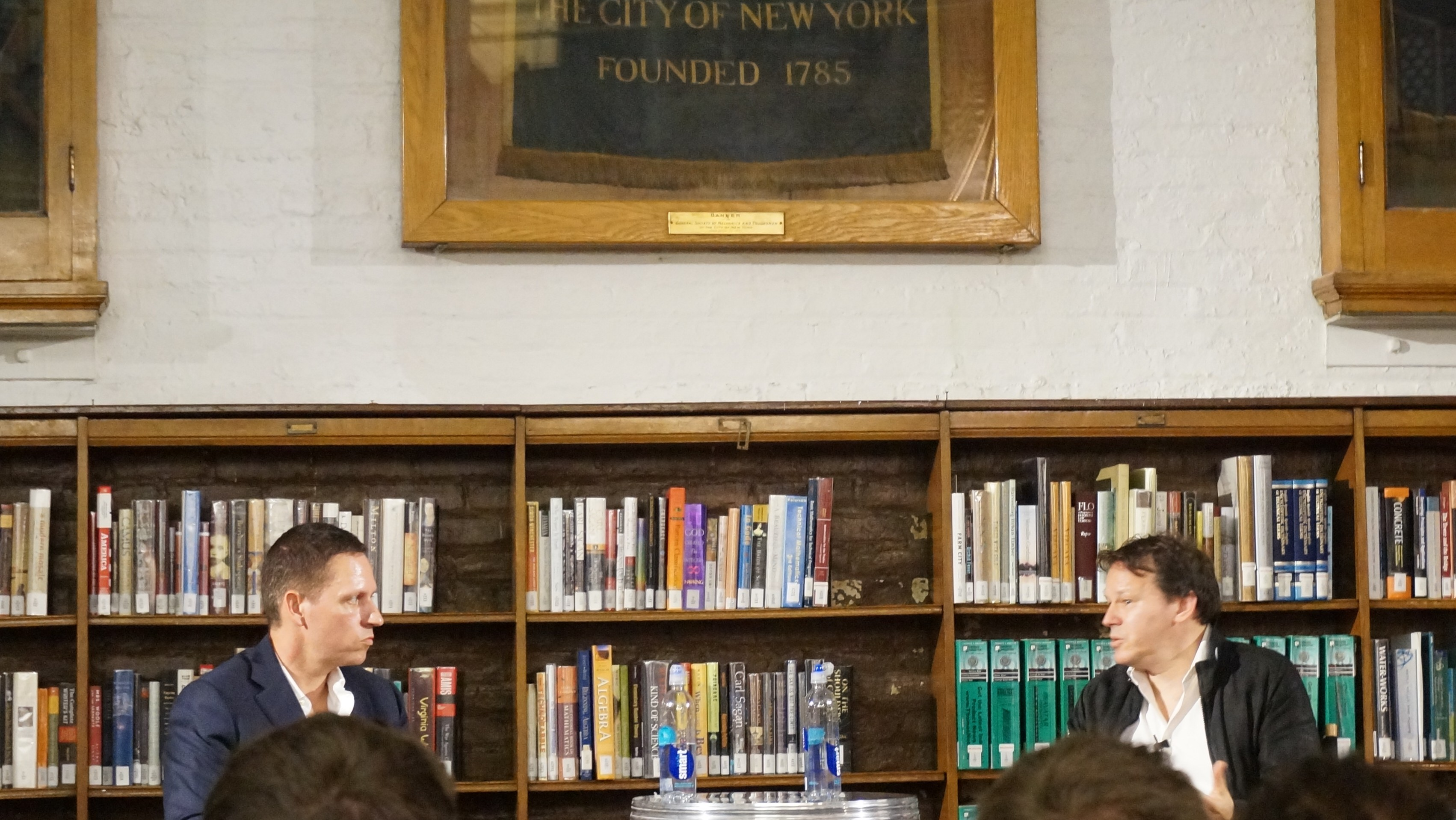
David Graeber conversant

D'entre la seva extensa obra d'articles, assajos i llibres es pot destacar: 
- Graeber, David. Toward an Anthropological Theory of Value: The False Coin of Our Own Dreams.  Nova York: Palgrave, 2001. ISBN 978-0-312-24044-8.
- Graeber, David. Fragments of an Anarchist Anthropology.  Chicago: Prickly Paradigm Press (distributed by University of Chicago Press), 2004. ISBN 978-0-9728196-4-0.[5]
- Graeber, David. Lost People: Magic and the Legacy of Slavery in Madagascar.  Bloomington: Indiana University Press, 2007. ISBN 978-0-253-34910-1.
- Graeber, David. Possibilities: Essays on Hierarchy, Rebellion, and Desire.  Oakland, CA: AK Press, 2007. ISBN 978-1-904859-66-6.
- Graeber, David. Direct Action: An Ethnography.  Edinburgh; Oakland: AK Press, 2009. ISBN 978-1-904859-79-6.
- Graeber, David. Debt: The First 5000 Years.  Brooklyn, NY: Melville House, 2011. ISBN 978-1-933633-86-2.
- Graeber, David. Revolutions in Reverse: Essays on Politics, Violence, Art, and Imagination.  London; New York: Minor Compositions /Autonomedia, 2011. ISBN 978-1-57027-243-1.
- Graeber, David. The Democracy Project: A History, a Crisis, a Movement.  Nova York: Spiegel & Grau, 2013. ISBN 9780812993561.
- Graeber, David. The Utopia of Rules: On Technology, Stupidity, and the Secret Joys of Bureaucracy.  Melville House, 2015. ISBN 978-1-61219-375-5.
- Graeber, David; Sahlins, Marshall. On Kings.  Hau Books, 2017. ISBN 978-0-9861325-0-6.
- Graeber, David. Bullshit Jobs|Bullshit Jobs: A Theory.  Penguin, 2018. ISBN 978-0241263884.[6]